# آن‌هوئی ۲۱۶۲
سیارک ۲۱۶۲ (به انگلیسی: 2162 Anhui، نامگذاری:1966BE) دو هزار و صد و شصت و دومین سیارک کشف شده‌است که در ۳۰ ژانویه ۱۹۶۶ کشف شد.
قدر مطلق سیارک برابر ۱۳٫۰۰ است.